# Associazione Calcio Siena 1939-1940
Questa voce raccoglie le informazioni riguardanti l'Associazione Calcio Siena nelle competizioni ufficiali della stagione 1939-1940.

## Stagione
Nella stagione 1939-1940 il Siena disputò il terzo campionato di Serie B della sua storia, giungendo quinto al termine.

## Divise
| 1ª divisa |

## Organigramma societario
Area direttiva
- Presidente: Raniero Ricci

Area tecnica
- Allenatore: Alberto Macchi

## Rosa
| N. |                   | Ruolo | Calciatore           |
| -- | ----------------- | ----- | -------------------- |
|    | Italia (bandiera) | P     | Natale Erbinovi      |
|    | Italia (bandiera) | P     | Giuseppe Pierluigi   |
|    | Italia (bandiera) | D     | Emilio Angeletti     |
|    | Italia (bandiera) | D     | Ubaldo Passalacqua   |
|    | Italia (bandiera) | C     | Corrado Biasotto     |
|    | Italia (bandiera) | C     | Angelo Bruno Cortini |
|    | Italia (bandiera) | C     | Antonio Dei          |
|    | Italia (bandiera) | C     | Giovanni Dolfi       |
|    | Italia (bandiera) | C     | Alberto Macchi       |
|    | Italia (bandiera) | C     | Luigi Martelli       |
|    | Italia (bandiera) | C     | Cesare Pellegatta    |

| N. |                   | Ruolo | Calciatore       |
| -- | ----------------- | ----- | ---------------- |
|    | Italia (bandiera) | A     | Silvio Bandini   |
|    | Italia (bandiera) | A     | Aldo Dapas       |
|    | Italia (bandiera) | A     | Amelio Gambini   |
|    | Italia (bandiera) | A     | Nevio Giangolini |
|    | Italia (bandiera) | A     | Napoleone Gigli  |
|    | Italia (bandiera) | A     | Danilo Nannini   |
|    | Italia (bandiera) | A     | Mario Polack     |
|    | Italia (bandiera) | A     | Luciano Renoldi  |
|    | Italia (bandiera) | A     | Nerino Romano    |
|    | Italia (bandiera) | A     | Angelo Solbiati  |

## Risultati

### Serie B

#### Girone di andata
| Arbitro: | Bellè (Venezia) |

|                             |           |  |
| Romano 65’ Dapas 88’ (rig.) | Marcatori |  |

| Arbitro: | Rizzo (Messina) |

|                                  |           |                        |
| Capra 41’ Passalacqua 49’ (aut.) | Marcatori | 23’ Romano 85’ Gambini |

| Arbitro: | Siino (Palermo) |

|                                        |           |  |
| Gambini 9’ Dapas 55’ (rig.) Romano 76’ | Marcatori |  |

| Arbitro: | Ghetti (Modena) |

|                                   |           |            |
| D'Odorico 11’, 19’, 65’ Faini 45’ | Marcatori | 70’ Romano |

| Arbitro: | Bertolio (Torino) |

|           |           |                                         |
| Dapas 33’ | Marcatori | 20’ Ciferri 38’ Faccenda 60’ Bertoni II |

| Arbitro: | Limido (Milano) |

|                           |           |  |
| Icardi 53’ De Rosalia 78’ | Marcatori |  |

| Arbitro: | Mazza (Torre del Greco) |

|            |           |  |
| Romano 32’ | Marcatori |  |

| Arbitro: | Carminati (Milano) |

|                           |           |  |
| Zuccotti 61’ Torti II 67’ | Marcatori |  |

| Arbitro: | Forni (Treviso) |

|            |           |  |
| Gambini 1’ | Marcatori |  |

| Arbitro: | Gorini (Milano) |

|            |           |                  |
| Voglio 72’ | Marcatori | 67’ (rig.) Dapas |

| Arbitro: | Mantovani (Ferrara) |

|                                                    |           |           |
| Dapas 20’ (rig.), 78’ Renoldi 47’, 70’ Gambini 87’ | Marcatori | 18’ Facci |

| Siena 17 dicembre 1939 | Siena           | 0 – 0 | Padova | Stadio Rino Daus\| Arbitro: \| Rizzo (Messina) \| |
| Arbitro:               | Rizzo (Messina) |       |        |                                                   |

| Arbitro: | Carminati (Milano) |

|                    |           |  |
| Fibbi 6’ Rosso 18’ | Marcatori |  |

| Arbitro: | Galeati (Bologna) |

|                              |           |             |
| Longhi 16’, 85’ Colaneri 89’ | Marcatori | 43’ Gambini |

| Arbitro: | Tonnetti (Roma) |

|             |           |                       |
| Cortini 50’ | Marcatori | 84’ Salvi 90’ Gaddoni |

| Arbitro: | Macchi (Milano) |

|                                                    |           |  |
| Martelli 52’ Giangolini 58’ Gambini 71’ Polack 81’ | Marcatori |  |

| Arbitro: | Rosso (Casale Monf.) |

|            |           |                                         |
| Coccia 15’ | Marcatori | 37’ Giangolini 57’ Solbiati 88’ Gambini |

#### Girone di ritorno
| Arbitro: | Camiolo (Milano) |

|            |           |              |
| Bellini 2’ | Marcatori | 87’ Solbiati |

| Arbitro: | Camiolo (Milano) |

|             |           |           |
| Gambini 73’ | Marcatori | 22’ Lippi |

| Arbitro: | Scorzoni (Bologna) |

|  |           |                        |
|  | Marcatori | 49’ Polack 86’ Bandini |

| Arbitro: | Viarengo (Asti) |

|                              |           |               |
| Solbiati 6’ Dapas 19’ (rig.) | Marcatori | 40’ D'Odorico |

| Arbitro: | Saracini (Ancona) |

|  |           |                        |
|  | Marcatori | 40’ Renoldi 78’ Polack |

| Arbitro: | Malingher (Roma) |

|                |           |            |
| Pellegatta 89’ | Marcatori | 16’ Icardi |

| Arbitro: | Cardinali (Milano) |

|                           |           |  |
| Viani II 50’ Angelini 57’ | Marcatori |  |

| Arbitro: | Coletti (Treviso) |

|                         |           |              |
| Gambini 10’ Renoldi 11’ | Marcatori | 79’ Zuccotti |

| Brescia 14 aprile 1940 | Brescia                  | 0 – 0 | Siena | Stadium\| Arbitro: \| D'Agostino (P.S.Giorgio) \| |
| Arbitro:               | D'Agostino (P.S.Giorgio) |       |       |                                                   |

| Arbitro: | Rizzo (Messina) |

|             |           |  |
| Gambini 57’ | Marcatori |  |

| Verona 28 aprile 1940 | Verona             | 0 – 0 | Siena | Stadio Comunale\| Arbitro: \| Cardinali (Milano) \| |
| Arbitro:              | Cardinali (Milano) |       |       |                                                     |

| Arbitro: | Picasso (Milano) |

|            |           |           |
| Chinol 65’ | Marcatori | 45’ Dapas |

| Arbitro: | Forni (Trento) |

|                                           |           |  |
| Dapas 16’ Pellegatta 82’, 85’ Renoldi 89’ | Marcatori |  |

| Arbitro: | Marsciani (Modena) |

|                              |           |              |
| Renoldi 61’ Dapas 81’ (rig.) | Marcatori | 77’ Colaneri |

| Arbitro: | Bertolio (Torino) |

|             |           |            |
| Gaddoni 67’ | Marcatori | 22’ Macchi |

| Arbitro: | Bonivento (Venezia) |

|              |           |  |
| Bonesini 49’ | Marcatori |  |

| Arbitro: | Gianni (Pisa) |

|                               |           |  |
| Pellegatta 57’, 69’ Gigli 71’ | Marcatori |  |

### Coppa Italia

#### Terzo turno eliminatorio
| Arbitro: | Tonnetti (Roma) |

|            |           |  |
| Polack 42’ | Marcatori |  |

#### Sedicesimi di finale
| Arbitro: | Dellarole (Vercelli) |

|                                               |           |                                |
| Solbiati 20’, 62’ Gambini 22’, 65’ Romano 46’ | Marcatori | 40’, 49’, 75’ (rig.) Vaschetto |

#### Ottavi di finale
| Arbitro: | Cardinali (Milano) |

|  |           |                            |
|  | Marcatori | 25’ Cappellini 90’ Carlini |

## Statistiche

### Statistiche di squadra
| Competizione | Punti | In casa | In casa | In casa | In casa | In casa | In casa | In trasferta | In trasferta | In trasferta | In trasferta | In trasferta | In trasferta | Totale | Totale | Totale | Totale | Totale | Totale | DR  |
| Competizione | Punti | G       | V       | N       | P       | Gf      | Gs      | G            | V            | N            | P            | Gf           | Gs           | G      | V      | N      | P      | Gf     | Gs     | DR  |
| ------------ | ----- | ------- | ------- | ------- | ------- | ------- | ------- | ------------ | ------------ | ------------ | ------------ | ------------ | ------------ | ------ | ------ | ------ | ------ | ------ | ------ | --- |
| Serie B      | 40    | 17      | 12      | 3       | 2       | 34      | 11      | 17           | 3            | 7            | 7            | 15           | 23           | 34     | 15     | 10     | 9      | 49     | 34     | +15 |
| Coppa Italia |       | 3       | 2       | 0       | 1       | 6       | 5       | -            | -            | -            | -            | -            | -            | 3      | 2      | 0      | 1      | 6      | 5      | +1  |
| Totale       | -     | 20      | 14      | 3       | 3       | 40      | 16      | 17           | 3            | 7            | 7            | 15           | 23           | 37     | 17     | 10     | 10     | 55     | 39     | +16 |

### Statistiche dei giocatori[1]
| Giocatore      | Serie B  | Serie B | Coppa Italia | Coppa Italia | Totale   | Totale |
| Giocatore      | Presenze | Reti    | Presenze     | Reti         | Presenze | Reti   |
| -------------- | -------- | ------- | ------------ | ------------ | -------- | ------ |
| E. Angeletti   | 32       | 0       | 2            | 0            | 34       | 0      |
| S. Bandini     | 4        | 1       | 1            | 0            | 5        | 1      |
| C. Biasotto    | 29       | 0       | 2            | 0            | 31       | 0      |
| A.B. Cortini   | 8        | 1       | -            | -            | 8        | 1      |
| A. Dapas       | 33       | 10      | 3            | 0            | 36       | 10     |
| A. Dei         | 22       | 0       | 1            | 0            | 23       | 0      |
| G. Dolfi       | 4        | 0       | -            | -            | 4        | 0      |
| N. Erbinovi    | 24       | -21     | 1            | -2           | 25       | -23    |
| A. Gambini     | 28       | 11      | 3            | 2            | 31       | 13     |
| N. Giangolini  | 7        | 2       | -            | -            | 7        | 2      |
| N. Gigli       | 1        | 1       | -            | -            | 1        | 1      |
| Lorenzini      | -        | -       | 1            | 0            | 1        | 0      |
| A. Macchi      | 4        | 1       | 1            | 0            | 5        | 1      |
| L. Martelli    | 30       | 1       | 3            | 0            | 33       | 1      |
| D. Nannini     | 1        | 0       | -            | -            | 1        | 0      |
| U. Passalacqua | 34       | 0       | 3            | 0            | 37       | 0      |
| C. Pellegatta  | 26       | 4       | 3            | 0            | 29       | 4      |
| G. Pierluigi   | 10       | -13     | 2            | -3           | 12       | -16    |
| M. Polacchi    | 9        | 2       | 2            | 1            | 11       | 3      |
| L. Renoldi     | 26       | 7       | 1            | 0            | 27       | 7      |
| N. Romano      | 12       | 5       | 2            | 1            | 14       | 6      |
| A. Solbiati    | 30       | 3       | 2            | 2            | 32       | 5      |